# Ernestine Anderson
Pour les articles homonymes, voir Anderson.
Ernestine Irene Anderson est une chanteuse américaine, née à Houston au Texas, le 11 novembre 1928 et morte le 10 mars 2016 à Shoreline (Washington).

## Biographie
Elle débute avec Russell Jacquet en 1943 puis chante avec Johnny Otis (1947-1949), Eddie Heywood et Lionel Hampton (1952-1953). Elle enregistre pour la première fois sous son nom un 78 tours en 1947, un second en 1953 accompagné par Quincy Jones, avec Gigi Gryce en 1955, puis, de nouveau sous son propre nom, en 1956, en Suède, accompagnée par Duke Jordan et par des musiciens locaux, dont Rolf Ericson.
De retour en Californie, par sa participation aux festivals Turnwater Festival (Canada) (où Ray Brown la redécouvre) et de Monterey et quelques enregistrements, sa réputation commence à s'établir. Elle enregistre quelques disques à New York de 1959 à 1964, puis, le succès diminuant, s'expatrie à Londres (1965-1967).
Pratiquement oubliée à son retour à Los Angeles (1969), elle cesse toute activité musicale.
Elle revient au jazz en 1975 grâce à la firme Concord après une phase mystique et une série de petits emplois (femme de chambre, standardiste). Elle enregistre régulièrement sous l'égide de cette compagnie, puis pour divers autres labels, et effectue des tournées dans tous les continents.
Sa voix ample, grave, puissante, qui n'est pas sans évoquer celle de Bessie Smith en moins dramatique ou de Dinah Washington sans la gouaille canaille est souvent mise en œuvre dans de standards et de blues classiques, souvent mise en valeur par un l'écrin musical d'un big band (le Netherlands Metropole Orchestra par exemple, ou sous la direction de Frank Capp ou du Concord Superband de Gene Harris. Elle a également enregistré sous la direction de Ray Brown, Eiji Kitamura, Teo Macero, George Shearing, Clifford Solomon et Teo Macero.

## Discographie
- It's time for Ernestine (1956) (Metronome)
- Hot cargo! (1956) (Mercury)
- A swingin' gig (1957) (Tampa)
- Ernestine Anderson (1958) (Polygram)
- Fascinating Ernestine (1959) (Mercury)
- Moanin', moanin', moanin' (1960) (Mercury)
- Moanin' (1960) (Mercury)
- My kinda swing (1960) (Mercury)
- Live from Concord to London (1976) (Concord Jazz)
- Hello like before (1976) (Concord Jazz)
- Sunshine (1979) (Concord Jazz)
- Live at the Concord Jazz Festival (1979) (Concord Jazz)
- Never make your move too soon (1980) (Concord Jazz)
- Big city (1983) (Concord Jazz)
- When the sun goes down (1984) (Concord Jazz)
- Be mine tonight (1986) (Concord Jazz)
- Live at the Alley Cat (1987) (Concord Jazz)
- Boogie down (1989) (Concord Jazz)
- Live at the 1990 Concord Jazz Festival (1990) (Concord Jazz)
- Now & then (1992) (Qwest Records)
- Great moments with Ernestine Anderson (1993) (Concord Jazz)
- Blues, dues & love news (1995) (Warner Brothers)
- Isn't it romantic (1998) (Koch)
- I love being here with you (2002) (Concord Jazz)
- Love makes the changes (2003) (High Note (en))